# Shannon Marketic
Shannon LaRhea Marketic (Phoenix, 14 gennaio 1971) è una modella statunitense, eletta nel 1992 Miss USA.

## Biografia
Eletta Miss California 1992, Shannon Marketic ha quindi il diritto di rappresentare la California a Miss USA, concorso svoltosi nel febbraio 1992 a Wichita, in Kansas. Marketic vince sia la corona di Miss USA che la fascia di Miss Photogenic. Grazie alla vittoria la Marketic rappresenta gli Stati Uniti a Miss Universo 1992, quell'anno svolto a Bangkok in Thailandia, classificandosi all'ottavo posto.
Nel 1997 Shannon Marketic è salita all'attenzione mediatica per aver intentato una causa contro la famiglia regnante del Brunei per 90 milioni di dollari. Secondo quanto dichiarato dalla Marketic, lei ed altre donne (Paula Bradbury, seconda classificata a Miss Regno Unito e Brandi Sherwood, Miss Teen USA) sono state costrette a rimanere nel Brunei, dove si trovavano per un servizio fotografico, come "schiave sessuali" e sono state "intimidite e costrette ad eseguire ripugnanti atti morali e fisici di prostituzione". La Marketic ha raccontato che dopo trentadue giorni di detenzione è riuscita ad inviare una lettera all'ambasciata statunitense. Poco tempo dopo ha ricevuto un compenso di diecimila dollari ed è stata costretta a tornare negli Stati Uniti da sola. Il caso tuttavia non è stato portato avanti a causa della immunità della famiglia regnante in quanto capi di Stato. Paula Bradbury ha separatamente citato in giudizio il sultano ed ha ottenuto un risarcimento di 500.000 dollari.